# Rajang
Rajang (malajsky Sungai Rajang) je řeka na severozápadě ostrova Borneo v Sarawaku v Malajsii. Je přibližně 600 km dlouhá. Povodí má rozlohu 60 000 km².

## Průběh toku
Pramení na svazích hřbetu Iran. Protéká převážně mezi malými kopci. Na horním a středním toku překonává četné peřeje. Ústí do Jihočínského moře, přičemž vytváří bažinatou deltu o rozloze přibližně 3000 km².

## Vodní stav
Má rovnoměrný průtok v průběhu celého roku.

## Využití
Vodní doprava pro mořské lodě je možná k městu Sibu.